# Agrostemma brachyloba
Agrostemma brachyloba là loài thực vật có hoa thuộc họ Cẩm chướng. Loài này được (Fenzl) K.Hammer mô tả khoa học đầu tiên năm 1982.